# Molí del Nuix
El Molí del Nuix és un molí fariner de Ivorra (Segarra) inclòs a l'Inventari del Patrimoni Arquitectònic de Catalunya.

## Descripció
Es tracta d'un molí situat a l'esquerra del torrent d'Ivorra, el qual només conserva part de la seva estructura primitiva, com ara el cacau. La resta d'edificacions que s'hi observen són fruit d'una ampliació i reconversió en habitatge durant el primer terç del segle xx. Esta realitzat amb carreus de pedra de grans dimensions, amb arrebossat superficial, exceptuant les obertures que estan realitzades amb maó, amb coberta a dues aigües, per sota de la qual apareix una petita franja decorativa realitzada amb maó.

## Història
Les primeres fonts documentals que parlen d'aquest molí són de principis i mitjan segle xiv quan diferents terratinents es disputaven la seva utilització. A finals del segle xix deixà de funcionar a causa de la construcció de la fàbrica de farina.